# Sergei Wassiljewitsch Gerassimow

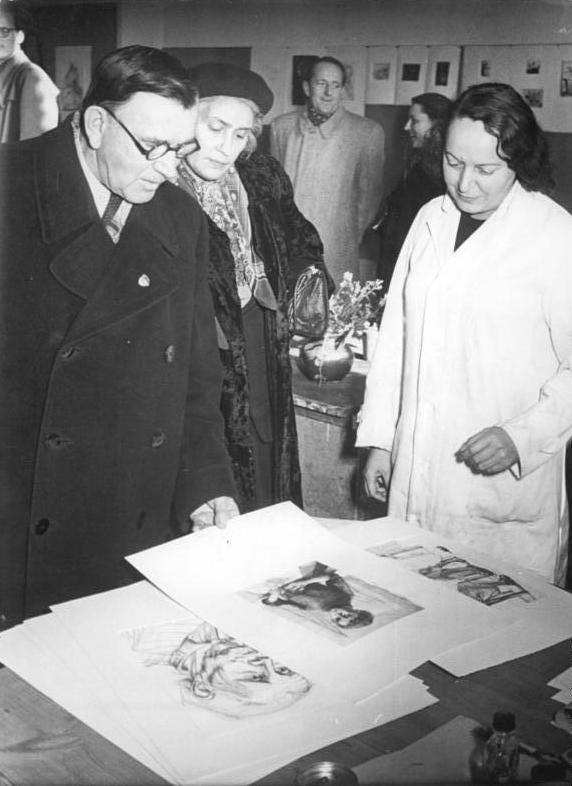
Sergei Gerassimow (links, 1955)

Sergej Wassiljewitsch Gerassimow (russisch Сергей Васильевич Герасимов; * 14. Septemberjul. / 26. September 1885greg. in Moschaisk; † 20. April 1964 in Moskau) war ein russisch-sowjetischer Porträt- und Landschaftsmaler und Illustrator.
Von 1921 bis 1930 lehrte er an den WChUTEMAS.
1966 wurde er mit dem Leninpreis ausgezeichnet. 1958 wurde ihm der Titel Volksmaler der Sowjetunion verliehen, 1956 erhielt Gerassimow den Doktor der Kunstwissenschaft, ab 1947 war er aktives Mitglied der Kunstakademie der Sowjetunion.
Er illustrierte Bücher von Nikolai Alexejewitsch Nekrassow und Maxim Gorki.